# Останкино (телерадиокомпания)
Российская государственная телерадиокомпания «Останкино» (РГТРК «Останкино») — государственное предприятие (до 1993 года — государственное учреждение), существующее с 27 декабря 1991 года, с 12 октября 1995 года находящееся в стадии ликвидации, по одним источникам, завершённой 22 апреля 2004 года, по другим данным — незавершённая даже в 2010 году. Редакции и студии телерадиокомпании располагались в телецентре «Останкино».

## История
На протяжении всего периода свой телевещательной деятельности телерадиокомпания имела крайне непростые отношения с производителями телепередач, которые регулярно выступали с требованием передачи вещания по 1-му телеканалу телекомпании, принадлежавшей им самим. После неудачной попытки ликвидации одной из дочерних телекомпаний находившейся в стадии ликвидации Всесоюзной государственной телерадиокомпании, стремясь прийти к согласию с ними, было решено сохранить холдинговую структуру последней. Подготовку и заказ подготовки части телепередач осуществляли учреждённые телерадиокомпанией юридические лица — Студия «Эксперимент», «Новая студия», Студия музыкальных и развлекательных программ, Студия кинопрограмм, Информационное телевизионное агентство (рекламу между телепередачами размещала сама телерадиокомпания).
Соответственно, внутри подготовленных ими или по их заказу телепередачах они могли либо сами размещать рекламу, либо её могли размещать выбранные ими для этого рекламные агентства. Так, большую часть телепередач студии «Эксперимент» (включая самую популярную телепередачу телерадиокомпании — викторину «Поле чудес») подготавливала телекомпания «ВИД», а рекламу в них размещало рекламное агентство «ИнтерВИД», совладельцем которого являлась телекомпания «ВИД». Большую часть телепередач Студии музыкальных и развлекательных программ — фирма «ЛиС’С», а рекламу в них размещало рекламное агентство «Премьер-СВ», совладельцем которого являлась фирма «ЛиС’С». В части других передач телерадиокомпании рекламу размещало рекламное агентство «ЛогоВАЗ-Пресс», близкое к компании «ЛогоВАЗ».
Однако между самим производителями телепередач существовали противоречия. Так, после фактического разрыва с ТПО «Союзтелефильм» закупку фильмов и сериалов сначала осуществляла компания «Интервидеокоммерц»; в 1993 году сблизилась с телекомпанией «ВИД», соответственно, размещение в них рекламы стало осуществлять рекламное агентство «ИнтерВИД». Однако позднее закупку фильмов и сериалов для телерадиокомпании стала осуществлять компания «Премьер-Фильм», принадлежавшая «Премьер-СВ», а размещение в них рекламы — рекламное агентство «Премьер-СВ». В 1994 году рекламу по 1-й телепрограмме стало размещать АОЗТ «Реклама-Холдинг». Крупнейшим акционером холдинга (без контрольного пакета акций) стала сама телерадиокомпания (прочими акционерами стали другие рекламные агентства, работавшие с её студиями, прежде всего — «ИнтерВИД», «Премьер-СВ», «ЛогоВАЗ-Пресс» и «Видео Интернешнл», при этом последняя всё больше сосредотачивалась на размещении рекламы на телеканалах РТР и НТВ). Президентом холдинга стал заместитель председателя телерадиокомпании Александр Дмитриев, генеральным директором — заместитель Рекламно-коммерческой дирекции Сергей Кувалдин, заместителем Генерального директора — Дмитрий Казанский от «Премьер-СВ».
С первых же дней существования холдинга шла борьба за доминирующее положение между телерадиокомпанией и рекламным агентством «Премьер-СВ», закончившаяся в январе 1995 года сближением с телерадиокомпанией Ассоциации независимых телепроизводителей (в которую кроме телекомпании «ВИД» вошли телекомпании «АТВ» и «РЕН ТВ»), вхождением их в Независимый информационно-рекламный альянс (был создан ещё в 1994 году рекламными агентствами, работающими со студиями телерадиокомпании и не вошедшими в АОЗТ «Реклама-Холдинг») и компромиссом по вопросу о том, кто должен был вещать по 1-му телеканалу — вещание по нему перешло к ЗАО «Общественное российское телевидение» (ОРТ), вторым по доле в капитале которой акционером стала телерадиокомпания (первым стало Госкомимущество, третьим — компания «ЛогоВАЗ»), она же должна была подготавливать телепередачи по его заказу, а Ассоциация независимых телепроизводителей получила только 3 % акций, генеральным директором ОРТ должен стал президент телекомпании «ВИД» Владислав Листьев, его заместителями заместители председателя телерадиокомпании Кирилл Игнатьев и Григорий Шевелёв и вице-президент компании «ЛогоВАЗ» Аркадий Патаркацишвили, председателем Совета директоров — председатель телерадиокомпании Александр Яковлев, заместителем председателя совета директоров — президент компании «ЛогоВАЗ» Борис Березовский.
Однако через некоторое время после убийства Владислава Листьева телерадиокомпания потеряла влияние на ОРТ, к которому как и планировалось перешло вещание по 1-й телепрограмме, и в котором усилилось влияние компании «ЛогоВАЗ», размещение рекламы по 1-й программе к осени 1995 года перешло к ЗАО «ОРТ-Реклама», принадлежавшему ОРТ, но ключевое влияние в котором получило «Премьер-СВ», подготовку большей части телепередач программы стала осуществлять телекомпания «ВИД» (созданная ОРТ телепроизводящая компания «Телефабрика» не смогла широко развернуть свою деятельность), которую возглавил Александр Любимов. Сама она пыталась преодолеть монопсонию ОРТ, продавая свой контент его конкурентам — показ премьеры второго сезона сериала «Петербургские тайны» был продан ВГТРК, показ премьеры сериала «На углу у Патриарших» — телекомпании НТВ, однако в условиях начавшейся осенью 1995 года ликвидации телерадиокомпании развернуть подготовку телепередач по их заказу она так и не смогла, сосредоточившись в основном на продаже преимущественно ОРТ прав на разовый показ своих фильмов и сериалов и фильмов и сериалов ЦТ.

## Деятельность
Предприятие вело:
- с 27 декабря 1991 до 1 апреля 1995 года — вещание по 1-й телепрограмме (общегосударственной, информационной, общественно-политической и художественной), имевшей 4 программы-дубля для удалённых частей страны («Орбита 1», «Орбита 2», «Орбита 3», «Орбита 4»);
- с 27 декабря 1991 до 17 января 1994 года — вещание по 4-й телепрограмме (художественной);
- с 27 декабря 1991 до 1996 года — вещание по радиопрограмме «Радио-1» (общегосударственной, информационной, общественно-политической и художественной);
- с 27 декабря 1991 до 1994 года — вещание по радиопрограмме «Маяк» (общегосударственной, информационно-музыкальной);
- с 27 декабря 1991 до 1996 года — вещание по радиопрограмме «Юность» (молодёжной)[20];
- с 27 декабря 1991 до 1996 года — вещание по радиопрограмме «Орфей» (музыкальной)[2][21];
- до 1993 года[22] — радиопередачи на коротких волнах на заграницу под позывным "Международное московское радио;
- до августа 1994 года — размещение рекламы между передачами под логотипом "Рекламное агентство «Останкино»[23];
- в 1991—1997 гг. — продажу прав на разовый показ своих телепередач и фильмов другим телеорганизациям (такими как АК «Акцепт»[24][25][26][27][28], МНВК (программа «ТВ-6»)[24], фирме «Телеканал „2х2“» и пр.[29]), выдачу лицензий на создание по их мотивам других художественных произведений (приквелов, сиквелов, ремейков, новеллизаций, экранизаций) и производство сопутствующей продукции.

## Подразделения
- с 27 декабря 1991 до 1 апреля 1995 года — Дирекция программ телевидения[2][21][30]. Директор — Виктор Осколков (1991—1995)[31].
- в 1992—1995 гг. — Дирекция программ 4-го канала Останкино — осуществляла подготовку и выпуск передач по 4-му каналу Останкино[32][2][30]. Генеральный директор — Анатолий Малкин (1992—1994), главный редактор — Иван Кононов, главные режиссёр Дмитрий Дибров в 1992—1993 гг., Лев Новожёнов в 1993—1994 гг.
- Служба социологического анализа, директор — Всеволод Вильчек (1992—1995)[33]
- Рекламно-коммерческая дирекция[34], созданная в мае 1993 года[4], директоры: Игорь Подзигун[34] (1993—1995).
- Студия «Радио-1», директор — Александр Ахтырский (1992—1996)[35], в качестве подразделений имела службу информации, творческое объединение «Собеседник» (главный редактор — Яков Белицкий), студия «ЛИК», главная редакция музыкальных программ[36][37] (подразделениями которого в свою очередь являлись Государственный симфонический оркестр телевидения и радиовещания, Камерно-вокальный хоровой коллектив «Синтез-капелла», Большой академический хор, Академический оркестр русский народных музыкальных инструментов, Большой детский хор), творческое объединение «Смена»[31] (главный редактор — Надежда Бредис), главная редакция оперативных программ для молодёжи, главный редактор — Владимир Поволяев (1992—1996)[38] (главный редактор — Евгений Павлов (1990—1997)[39]).
- до 6 мая 1994 года — Радиостудия «Маяк»[40].
- ТПО «Международное московское радио»[41][42][43]. Директор — Армен Оганесян (1992—1996).
- до лета 1992 года — Студия «Москва»[44].
- до 1993 года — Студия «Радио Подмосковья»[45] — производила информационно-музыкальную программу «Калейдоскоп», радиожурналы «Край родной» и «Подмосковье на воскресной волне». 7 октября 1993 года Радио Подмосковья было выделено в Государственную радиокомпанию «Радио Подмосковья»[46][47].

## Юридические лица, учреждённые на базе подразделений предприятия
- Информационное телевизионное агентство[48][49][50], директоры: Борис Непомнящий (1991—1995)[51][52], Аркадий Евстафьев (1995—1996), главные редакторы: Олег Добродеев (1991—1993), Олег Точилин (1993—1996);
- Студия международных программ и видеообмена, директоры — Александр Любимов (февраль — август 1992), Владимир Сухой (сентябрь 1992 — июль 1994);
- Студия «Политика», в 1992 году разделена Студию «Публицист» и Студию «Резонанс»;
- Студия «Публицист», в 1991 году выделена из Студии «Политика», директоры: Ольвар Какучая (1992—1994)[31]
- Студия «Резонанс», в 1991 году выделена из Студии «Политика», директор — Алексей Пиманов[31];
- Студия литературно-художественных программ[4], директор — Мидхат Шилов (1992—1996)[31];
- Студия кинопрограмм[53], директор: Владимир Шмаков (1992—1995)[31], главные редакторы: Владилен Арсеньев (май 1992—1993)[54]
- Студия «Народное творчество», Директор — Кира Вениаминовна Анненкова[55];
- Студия музыкальных и развлекательных программ, директоры: Валерий Куржиямский (1992—1993)[56][57], Алексей Пищулин(1993—1995).
- Студия детских и юношеских программ, директор — Борис Селеннов[58][4];
- Студия «Эксперимент», директоры: Александр Пономарёв (1992—1993), Андрей Разбаш (с 1993).
- «Новая студия», директоры: Анатолий Малкин (1992), Кира Прошутинская (1992—1994)[59], Анатолий Малкин (1994—1996).
- Студия научно-популярных и просветительских программ[60];
- до лета 1992 года — Студия московских программ;
- Студия спортивных программ, руководитель — Сергей Кононыхин (1992—1995)[61][62]. После создания ОРТ подразделение предполагалось упразднить как самостоятельную редакцию, но впоследствии от этой идеи отказались ввиду её неоправданности[63].
- Творческое объединение «Экран»[64][65], директор — Борис Хессин[4]
- с 6 мая 1994 года — государственное предприятие "Радиостанция «Маяк»[40][9]

## Активы
- с 1992 до 17 июля 1997 года[66] (по другим источникам предприятие на 2010 год не отказалось от как минимум авторских прав на часть своего контента[18]) — авторские права на теле- и радиопередачи, подготовленные самим предприятием, Всесоюзной государственной телерадиовещательной компанией, Гостелерадио СССР или другими организациями по их заказу, и фильмы, снятые по заказу предприятия, по заказу ТПО «Союзтелефильм» и Гостелерадио СССР;
- с 1992 до 20 ноября 1996 года — техника для подготовки внестудийных телесюжетов (видеокамеры, видеомагнитофоны, видеооборудование, кино и фотокамеры, объективы, кинопроекторы, фотоэкспонометры, фотоувеличители, видео и фотоштативы, осветительные приборы и др.)[67];
- с апреля 1994 года — 30 % акций АОЗТ «Реклама-Холдинг»;
- с января 1995 до 7 декабря 1996 года — 9 % акций ЗАО «ОРТ».

## Подведомственные организации
- в 1992—1993 гг. — Государственный фонд телевизионных и радиопрограмм, директор — Юрий Корнилов (? — 1995)[68][69][4].
- в 1992—1993 гг. — ТПО «Союзтелефильм»[70][71];
- в 1992—1993 гг. — Внешнеторговое объединение «Совтелеэкспорт»[72])[73].
- в 1992—1993 гг. — Фирма «Совтелевидео»[72];
- в 1992—1993 гг. — Государственный дом радиовещания и звукозаписи[74].
- в 1992—1993 гг. — Телевизионный технический центр[75], директор — Валерий Горохов (1988—2000)[76], главный инженер — Анатолий Соколов[4].
- в 1992—1993 гг. — Главный информационный вычислительный центр
- в 1992—1993 гг. — Всесоюзный институт повышения квалификации работников радио и телевидения
- в 1992—1993 гг. — Всероссийский научно-исследовательский институт телевидения и радиовещания, Объединение «Телерадиосервис», предприятия осуществлявшие производство части теле- и радиоаппаратуры — Экспериментальный завод телевизионной и радиовещательной аппаратуры, Опытное производство в Москве, Опытный завод в Волгограде[77].
- в 1992 году — Редакционно-издательское объединение «ТР-пресса»[78]: издавало журналы «Телерадиоэфир»[79], «7 дней», «TV-ревю», «Кругозор», «Колобок» (до 1992 года), 3 декабря 1992 года Госкомимущество на его базе создало государственное предприятие «РТВ-Пресс», передав ему редакции печатных изданий РГТРК «Останкино»[80][81], а 31 декабря того же года оно было преобразовано в акционерное общество[82].
- Учреждения для обслуживания сотрудников телерадиокомпании — детский сад № 1131, детский сад № 1810, детский сад № 1740 «Лесная поляна», детский сад «Колобок», пионерский лагерь «Маяк», дом творчества «Софрино», дирекция жилищного хозяйства, комбинат питания «Пятницкий», комбинат питания Телевизионного технического центра и другие[6].

## Руководство
Председатели
- Егор Яковлев (1991—1992)[83][84]
- Вячеслав Брагин (1993[85])
- Александр Яковлев (1993—1995)

Первые заместители председателя
- Эдуард Сагалаев (1991—1992)
- Игорь Малашенко (1992—1993)[86][87]
- Кирилл Игнатьев (1993—1995)

Заместители председателя — генеральные директора телевидения
- Григорий Шевелёв (1991—1993, 1993—1995)
- Олег Слабынько (28 апреля[88] — сентябрь 1993 года[89][90])

Заместитель председателя — генеральный директор радиовещания
- Анатолий Тупикин[91]

Заместители председателя — директоры Генеральной дирекции по международным связям и вещанию на зарубежные страны
- Валентин Лазуткин (1991—1992, 1993[92] — 1995)

Заместители председателя — директора Рекламно-коммерческой дирекции
- Владимир Троепольский (1991[93] — 1992[94])
- Николай Черноног[95][7]
- Юрий Бандура[96][80][97][98] (с 1993 года)

Заместители председателя — директора Генеральной финансовой дирекции
- Александр Дмитриев (1991—1995)

Заместители председателя — директора Генеральной технической дирекции
- Владимир Маковеев (1992—1994)[99][100]

Заместители председателя
- Андрей Цитовский

## Факты
- Телерадиокомпанией 4 октября 1992 года планировалось показать по 1-й программе фильм «Новая надежда» из серии «Звёздные войны», однако её руководство отказалось от этого за некоторое время до начала трансляции по причине того что посредник не имел право продавать фильм для телепоказа[101], фильм был показан по 1-й программе только в 2005 году уже акционерным обществом «Первый канал»[102][103], созданным при участии телерадиокомпании, а в следующем 1993 году ею же был выпущен мультфильм «Капитан Пронин в Космосе», представляющий собой частичную пародию фильма «Новая надежда».